# پیمان گنجه
پیمان گنجه میان امپراتوری روسیه و ایران در ۱۹ اسفند ماه ۱۱۱۳ خورشیدی برابر با ۱۰ مارس ۱۷۳۵ در نزدیکی شهر گنجه بسته شد. این پیمان به شکل‌گیری اتحادی دفاعی بین ایران و امپراتوری روسیه در برابر امپراتوری عثمانی که به تازگی در جنگ با ایران دچار شکست شده بود انجامید. در این پیمان دولت روسیه پذیرفت باقی مانده سرزمین‌هایی که در قفقاز شمالی و قفقاز جنوبی از جمله دربند و باکو که به وسیله پتر یکم در دهه ۱۷۲۰ طی جنگ ایران و روس به دست آورده بود را به ایران بازگرداند. این پیمان همچنین بر مفاد پیمان رشت در سال ۱۷۳۲ که به موجب آن روسیه ادعای ارضی خود نسبت به مناطق جنوب رود کر از جمله گیلان، مازندران و استرآباد را پس گرفت، تأکید نمود. این پیمان منجر به برتری دیپلماتیک روسیه در جنگ با عثمانی و برای نادر، فرمانروای ایران در مرزهای غربی امپراتوری خود یک آسودگی نظامی به وجود آورد.